# Monte Castellone
Il monte Castellone è una cima delle ultime propaggini meridionali dei Monti Ernici, che si trova in provincia di Frosinone, sul territorio del Comune di Monte San Giovanni Campano al confine tra i comuni di Veroli, Castelliri e Sora.